# Sarah Gater
Sarah Gater, född 1605, död 1656, var en engelsk affärsidkare.
Hon var dotter till klädeshandlaren John Rogers och gifte sig med William Gater (d. 1624) och övertog sin makes klädesföretag vid hans död. Hon var känd för sin lärdom och fromhet och efterlämnade ett medicinskt bibliotek vid sin död. Hon är också känd som chef och gynnare av den religiösa reformatorn Gerrard Winstanley, som 1630 blev hennes gesäll.